# Greedy Grub
Greedy Grub est un jeu vidéo développé par Pixowl, sorti en 2013 comme application iOS et adapté pour Android. Il a été apprécié pour ses graphismes enfantins et colorés réalisés par l'illustratrice française Laurel, et particulièrement par le public féminin. Greedy Grub reprend et développe l'idée et le personnage d'un précédent jeu vidéo de Laurel, Doodle Grub.

## Règles du jeu
Dans Greedy Grub, le joueur doit incarner un petit ver de terre orange qui a pour mission d'entretenir la forêt magique en y faisant pousser des arbres et en y installant des constructions. La forêt gagne en surface au cours du jeu, et les arbres plantés demandent un entretien régulier. Un système de micro-paiements intégré au jeu permet d'acheter différents objets pour accélérer la progression du joueur.

## Développement
L'illustratrice Laurel a raconté le difficile développement du jeu au sein du studio Pixowl dans une bande dessinée publiée gratuitement sur son blog, Comme convenu.